# 나구모 레오
나구모 레오(일본어: なぐも れお, 1973년 11월 20일 ~ )은 일본의 작곡가, 게임 크리에이터이다. 주식회사 유도의 대표이다. 가나가와현 요코하마시 출신. BEMANI 시리즈의 작곡가이며「dj nagureo」로 알려져있다.

## 약력
요코하마시립 미나미고등학교를 졸업한 후, 광고 제작 회사를 거쳐 2000년까지 코나미에 근무. 재직중에 대 히트한 음악 게임 비트매니아를 기획 원안, 제작하였다. 코나미를 퇴직 한 뒤 아오야마 학원대학에 입학해 경영학을 배우고 BEMANI 시리즈에 악곡을 제공하며 음악이나 게임 업계등에서 활동하였다. 2003년 3월 3일, 주식회사 유도를 설립. 휴대폰의 서비스 컨텐츠나 게임등의 개발, 음악 제작등을 주 업무로 하고 있다.
자신의 생일을 곡명으로 한 ‘20,november’는 음악 게임을 대표하는 곡이 되어, 매년 11월 20일에는 음악게임 팬을 중심으로 많은 이벤트가 개최된다. 요 몇 년 사이, 아이폰용의 음악,미디어아트 애플리케이션을 개발하여 그가 프로듀스한 8Bitone、Matrix Music Pad、Live LInk 3G가 iTunes/AppStore에서 발매되었다. 음악 제작에 머무르지않고, 플래너, 프로듀서로서 여러 가지 작품을 계속 낳고 있다. 또, iPhone/iPod touch/iPad 용의 태고의 달인을 유도가 개발하였다.
좋아하는 것은초콜릿, 취미는 여행, DJ. 두 아이의 아버지이다.

## BEMANI 시리즈와 관련하여
- 비트매니아시리즈의 기획자로서 사운드디렉터 (게임 내의 곡을 담당)를 맡는 등, 초기작품의 중심적 멤버로 알려진다.
- 팝픈뮤직타이틀 이름의 대부이다. 또, 게임 내의 캐릭터 「레오 훈」은 그를 모델로 만든 캐릭터이다.
- 2006년 4월, 비트매니아 IIDX 13 DistorteD의 공식 사이트에서, tiger YAMATO 명의로 작곡 활동을 당분간 쉰다는 발언을 하였지만, tiger YAMATO 명의로의 악곡 제공을 종료하는지 BEMANI 시리즈로 악곡 제공 자체를 종료하는지는 알 수 없다. tiger YAMATO는, 나구모 레오와는 별개의 인물이라고 하는 설정으로 되어 있다.
- 2007년 6월, dj TAKA의 첫 오리지널 앨범 《milestone》에 dj nagureo명의로 참가하였다.
- m-flo의 첫 번째 앨범 「Planet Shining」의 소책자의 special thanks에 reo nagumo의 이름이 실려 있다.
- 2008년4월, ぱんぱんミュージック이라는 리듬게임 투고사 이트를 개설하고 〈R30〉등을 발표하여 화제를 불렀다. 후에 미국의 SNS인 Facebook에서 Aeromusic라고 이름을 바꾸어 새롭게 발표된다.
- 2008년 후반 이후에 발매된 BEMANI 시리즈에서는 알 수 없는 이유로 구곡으로서 수록되고 있던 나구모 레오의 곡 대부분이 삭제되었다.

## 종합1위를 하였던 iPhone 애플리케이션
- Piano Lesson PianoMan
- 8Bitone
- Matrix Music Pad
- Live Link 3G

## 주요 음악작품

### 유도
- ぱんぱんミュージック
  - 『平壌音楽』 JUCHE-DUB （reo nagumo a.k.a djnagureo 명의）
  - R30 （tiger YAMATO featuring. DAIMON 명의）
  - 北朝鮮 『愛国歌』 （kimmaster’73 명의）
  - no life no techno (dj nagureo 명의)

- Aero Guitar
  - Infections (N.A.R.D.명의)
  - Gear (下北Brothers명의)

- Aero Synth
  - 3.29.9 (reo nagumo명의)
  - mishima (dj nagureo명의)
  - OBAMA (SUPER tiger YAMATO명의)

### BEMANI 시리즈
※특별한 언급이 없는경우 dj nagureo명의.
※sugi&reo는 sugi와의 유닛.
- 비트매니아
  - 2.14.13
  - 20,november
  - BOA BOA LADY (JAMMING-MIX)
  - Believe again (english version) - 리믹스 담당.원곡작곡은 e.o.s.
  - Believe again (HYPER MEGA MIX) - 위와 같음.
  - COME AND GET IT （N.A.R.D.명의）
  - deep in you
  - DJ BATTLE
  - Do you love me? （reo-nagumo명의）
  - jam jam reggae （jammaster '73명의）
  - LINN1999
  - LUV TO ME disco mix Version GOTTA（tiger YAMATO명의）※밑에 있는 LUV TO ME disco mix와 동일한 곡.
  - LUV TO ME (english version) （THIRD-MIX명의）
  - LUV TO ME THIRD MIX（miryam reo yoshinori명의
  - MOMENT
  - peace-out
  - SAVIOR （reo nagumo feat. Lala Moore명의）
  - STAY WITH ME (BIGBEAT MIX)
  - u gotta groove
  - VIVA!2000 (-27MIX-) - pop'n stage 수록곡, 「VIVA2000」의 리믹스.
  - WATCHINGOUT

- 비트매니아 IIDX
  - 2002 （tiger YAMATO명의）
  - 5.1.1.
  - 5.8.8.
  - dong-tepo no.1
  - E.V CAFE （reo nagumo feat. hajime.y명의）
  - I.C.F.5800 （Reo Nagumo feat. Mayumi Shizawa명의）
  - KAMIKAZE
  - Logic Board
  - LUV TO ME (disco mix) （tiger YAMATO명의）
  - LUV TO ME (UCCHIE'S EDITION) （tiger YAMATO명의）
  - patsenner
  - PERFECT WORLD （N.A.R.D feat. masayo명의）
  - R2 （tiger YAMATO명의）
  - R3 （tiger YAMATO명의）
  - R5 （tiger YAMATO with ultrabeatbox명의）
  - R壱萬 （tiger YAMATO명의）
  - Secret Tale （dj nagureo feat. asuka.m명의）
  - tiger yamato （tiger YAMATO명의）
  - Two DAYS OF LOVE （tiger YAMATO with マイク吉川 feat. ma-sa명의）
  - Y31 （tiger YAMATO명의）
  - V35 （tiger YAMATO명의）

- 비트매니아 III
  - beatmaniaIII opening theme
  - Devoted To You （dj nagureo feat. Robbie Danzie명의）
  - Instant Love （dj KONAMI명의）
  - Keep On Liftin'
  - my cherie amour (dj nagureo feat. sana명의)
  - qingdao
  - Rest my mind （dj nagureo feat. Doublecheese명의）
  - Stay with Me （dj nagureo feat. Robbie Danzie명의）

- 팝픈뮤직팝픈스테이지
  - ALONE
  - BICYCLE （sugi&reo명의）
  - blue moon sea （N.A.R.D. feat.Lala Moore명의）
  - BoaBoaLady! （jammaster '73명의） - 작곡·편곡 담당. beatmania 5thMIX에 수록된 리믹스의 원곡.
  - FAKE （N.A.R.D.명의）
  - Far e@st network
  - Forever The Earth （n.a.r.d.명의）
  - Hong kong magic （tiger YAMATO명의）
  - In a Grow （Noriko Fukusima명의）
  - I really want to hurt you ～僕らは完璧さ （sugi&reo명의）[1]
  - (fly higher than) the stars （sugi&reo명의)
  - platonic love （N.A.R.D.명의）
  - Secret tale （dj nagureo feat. Sana명의)
  - YOUNG DREAM （LITTLE FINGERS명의）
  - 작은 행복 (吉田一郎명의)[2]
  - 走り抜ける君へ、Hurry up! （吉田一郎명의）
  - ポップン販売株式会社 （ポップン販売株式会社명의）
  - 森の鼓動 （N.A.R.D.명의）
  - 夢見る少女 （dimitoricTiger from seoul명의）
  - ラスベガスドリーム （reo nagumo명의）

- 파라파라파라다이스
  - HOLD ON ME （tiger YAMATO명의）
  - LUV TO ME ～super euro version～ （tiger YAMATO with Y&Co.명의）

### 그 외 작품
- akiko「Overstay」（UNIVERSAL JAZZ）
- 하마사키 아유미「Endless sorrow」VINYL remix（avex）
- BoA STYLEBOOK CD음원제작（avex trax）
- 나카다 마사에「千夜千夢」rythmprogram（avex trax）
- calbee 포테이토칩「그림그리기편」CM음원제작
- 잭X다크스타 CM음원제작（소니 컴퓨터 엔터테인먼트）
- 철권4 CM음원제작（코나미）
- GRADIUSIC CYBER -Vic Viper born duv-（dj TAKA first album「milestone」수록）